# الدوري التونسي لكرة اليد 2023–24
الدوري التونسي لكرة اليد 2023-2024 هو الدورة 69 من الدوري التونسي لكرة اليد للرجال. 

## روابط خارجية
- الموقع الرسمي للجامعة التونسية لكرة اليد.